# Ottone II di Brandeburgo
Ottone II, detto anche Il Generoso (1147 – 4 luglio 1205), fu il terzo margravio di Brandeburgo dal 1184 fino alla sua morte.

## Biografia
Ottone II era il figlio maggiore di Ottone I e di Giuditta, figlia del Duca di Polonia.
Dopo la successione al padre, egli aumentò le difese del Brandeburgo e propose delle campagne contro gli Slavi e contro Canuto VI di Danimarca. Nell'inverno 1198–99 egli devastò la Pomerania, occupata dai danesi, e consolidò il suo potere l'anno successivo, con una campagna che puntava a Rügen ed a Amburgo. Nel 1200 e nel 1203, supportò l'Hohenstaufen Filippo di Svevia contro l'Imperatore Guelfo Ottone IV, risultando già nel 1199 tra i firmatari della dichiarazione dei principi di Spira.
Dopo la sua morte, suo fratello Alberto II ereditò il margraviato.

## Ascendenza
|                          |                             |                              | Genitori                     |  |  | Nonni |  |  | Bisnonni              |  |  | Trisnonni                   |  |
|                          |                             |                              |                              |  |  |       |  |  | Ottone di Ballenstedt |  |  | Adalberto II di Ballenstedt |  |
|                          |                             |                              |                              |  |  |       |  |  | Ottone di Ballenstedt |  |  | Adalberto II di Ballenstedt |  |
|                          |                             | Adelaide di Weimar-Orlamünde |                              |  |  |       |  |  | Ottone di Ballenstedt |  |  |                             |  |
| Alberto I di Brandeburgo |                             |                              |                              |  |  |       |  |  | Ottone di Ballenstedt |  |  |                             |  |
|                          |                             | Eilika di Sassonia           | Magnus di Sassonia           |  |  |       |  |  |                       |  |  |                             |  |
|                          |                             | Eilika di Sassonia           | Magnus di Sassonia           |  |  |       |  |  |                       |  |  |                             |  |
|                          |                             | Eilika di Sassonia           | Sofia d'Ungheria             |  |  |       |  |  |                       |  |  |                             |  |
| Ottone I di Brandeburgo  |                             | Eilika di Sassonia           |                              |  |  |       |  |  |                       |  |  |                             |  |
|                          |                             | Ermanno I di Winzenburg      | …                            |  |  |       |  |  |                       |  |  |                             |  |
|                          |                             | Ermanno I di Winzenburg      | …                            |  |  |       |  |  |                       |  |  |                             |  |
|                          |                             | Ermanno I di Winzenburg      | …                            |  |  |       |  |  |                       |  |  |                             |  |
| Sofia di Winzenburg      |                             | Ermanno I di Winzenburg      |                              |  |  |       |  |  |                       |  |  |                             |  |
|                          |                             | …                            | …                            |  |  |       |  |  |                       |  |  |                             |  |
|                          |                             | …                            | …                            |  |  |       |  |  |                       |  |  |                             |  |
|                          |                             | …                            | …                            |  |  |       |  |  |                       |  |  |                             |  |
| Ottone II di Brandeburgo |                             | …                            |                              |  |  |       |  |  |                       |  |  |                             |  |
|                          | Ladislao Ermanno di Polonia | Casimiro I di Polonia        |                              |  |  |       |  |  |                       |  |  |                             |  |
|                          | Ladislao Ermanno di Polonia | Casimiro I di Polonia        |                              |  |  |       |  |  |                       |  |  |                             |  |
|                          | Ladislao Ermanno di Polonia | Maria Dobronega              |                              |  |  |       |  |  |                       |  |  |                             |  |
| Boleslao III di Polonia  | Ladislao Ermanno di Polonia |                              |                              |  |  |       |  |  |                       |  |  |                             |  |
|                          |                             | Giuditta di Boemia           | Enrico III il Nero           |  |  |       |  |  |                       |  |  |                             |  |
|                          |                             | Giuditta di Boemia           | Enrico III il Nero           |  |  |       |  |  |                       |  |  |                             |  |
|                          |                             | Giuditta di Boemia           | Agnese di Poitou             |  |  |       |  |  |                       |  |  |                             |  |
| Giuditta di Polonia      |                             | Giuditta di Boemia           |                              |  |  |       |  |  |                       |  |  |                             |  |
|                          |                             | Enrico I di Berg             | Poppone di Berg-Schelklingen |  |  |       |  |  |                       |  |  |                             |  |
|                          |                             | Enrico I di Berg             | Poppone di Berg-Schelklingen |  |  |       |  |  |                       |  |  |                             |  |
|                          |                             | Enrico I di Berg             | Sofia                        |  |  |       |  |  |                       |  |  |                             |  |
| Salomea di Berg          |                             | Enrico I di Berg             |                              |  |  |       |  |  |                       |  |  |                             |  |
|                          |                             | Adelaide di Mochental        | Diepoldo II di Vohburg       |  |  |       |  |  |                       |  |  |                             |  |
|                          |                             | Adelaide di Mochental        | Diepoldo II di Vohburg       |  |  |       |  |  |                       |  |  |                             |  |
|                          |                             | Adelaide di Mochental        | Liutgarda di Zähringen       |  |  |       |  |  |                       |  |  |                             |  |
|                          |                             | Adelaide di Mochental        |                              |  |  |       |  |  |                       |  |  |                             |  |